# Кивиряхк, Юхан
Ю́хан Ки́виряхк (эст. Juhan Kivirähk; род. 2 июля 1957 года, Таллин) — эстонский социолог, кавалер Ордена Белой звезды V класса.

## Образование
Учился в 32-й средней школе Таллина. В 1980 году закончил Тартуский университет по специальности «Экономическая кибернетика», затем учился в нестационарной целевой аспирантуре Академии Наук Эстонии и Ленинградском Институте Социально-экономических проблем на улице Воинова, 50 (ныне — Шпалерная улица).

## Профессиональная деятельность
Исследованиями общественного мнения начал заниматься в 1984—1988 годах, работая в отделении исследований аудитории Информационно-вычислительного центра Государственного Комитета по телевидению и Радиовещанию Эстонской ССР. Один из основателей фирм по изучению рынка и общественного мнения: АО «Эмор» (AS Emor, 1990) и ООО «Центр исследований Фактум» (OÜ Uuringukeskus Faktum, 2002). Был руководителем трёх фирм: 1990—1995 — заместитель директора АО «Эмор», 1998—2002 — заместитель директора АО «Рыночные исследования» (Turu-uuringute AS), 2003—2005 — директор ООО «Центр исследований Фактум» (OÜ Uuringukeskus Faktum). В 1995—1998 годах работал полгода советником министра внутренних дел, затем полгода редактором эстонской газеты «Sõnumileht» и более двух лет — советником премьер-министра Эстонии и директором пресс-службы Правительства Эстонии. Затем работал старшим научным сотрудником в эстонском Международном центре оборонных исследований (в другом переводе — Международный центр обороны и безопасности).
В 2001 году участвовал в открытом обращении двадцати шести учёных-социологов «Две Эстонии», которое было посвящено проблемам общественного развития страны.
Член Союза социологов Эстонии.

## Награды и титулы
- 2001 — Орден Белой Звезды V степени[2]
- 2006 — «Человек-миссия года» (эст. Aasta missiooniinimene) от Союза гражданских объединений Эстонии[3]
- 2007 — «Друг прессы» от Союза газет Эстонии[4]

Юхан Кивиряхк был номинирован на эстонскую премию в области журналистики «Лучшее мнение 2007 года» («Parim arvamuslugu») за статью «Кровавое начало нового тройственного союза», напечатанную в газете «Eesti Päevaleht» 30 апреля 2007 года. В ней он критиковал действия эстонского правительства во время кризиса вокруг «Бронзового солдата». В других статьях Юхана Кивиряхка часто высказывались мысли, расходящиеся с мнением правящих кругов и большой части эстонского общества. По мнению журналистов, выступления Юхана Кивиряхка способствуют развитию свободы слова в Эстонии.

## Высказывания
- Мы строим национальное государство, а в то же время являемся многонациональной страной. Говорить, что эстонцы правящая нация, а задача остальных быть послушными, неправильно. Я не согласен с лозунгом «Эстония для эстонцев». Мы должны быть современной цивилизованной страной[7].
- Деятельность вандалов и мародёров помогла правительству вынести срочное решение о демонтаже памятника. Так умело удалось поменять причину и следствие. Русские начали дебоширить, не потому что убрали «Алёшу», а наоборот, «Алёшу» отправили в полицию потому, что русские начали дебош. И для заграницы это позволит сформировать правильное послание: ну какие переговоры и дискуссии могут быть с такими вот негодяями…[5]
- В своей смехотворной войне с одним памятником правительство, конечно, одержало победу, но оно потеряло при этом нечто более существенное и ценное — доверие граждан и ощущение общественной безопасности[5].
- Основным критерием эстонского гражданина всё-таки должно быть признание эстонской конституции, а не складное владение языком. Если человек считает, что справится и без его знания, это его свободный выбор. Для тех же, чья работа связана с представительством или обслуживанием граждан, владение языком и так является необходимым условием работы. То, что эстонцы даже в своем государстве не могут объясниться на своем родном языке, недопустимо — даже в Нарве. В то же время если человек, проживший в Эстонии 25 лет, не говорит по-эстонски, это говорит не только о нём самом, но и о способностях государства[8].
- После выхода 30 апреля 2007 года критической статьи меня неоднократно спрашивали, хотел бы я, чтобы Бронзовый солдат по-прежнему стоял на Тынисмяги. Конечно, нет. Пусть Бронзовый солдат стоит там, где он стоит сейчас и где ему место, — на военном кладбище. Но даже спустя десять лет невозможно смириться с тем, как действовало правительство Андруса Ансипа при переносе памятника[9].
- Я уверен, что сейчас силовые структуры намного умнее, чем десять лет назад. Внутренняя культура этих организаций предусматривает, что называется, lesson-learned анализ, в ходе которого они выясняют, что пошло не так и как в будущем действовать более умно. К сожалению, не похоже, чтобы наши политики извлекли из прошлого какой-либо урок[9].

## Публикации
- Juhan Kivirähk, Rain Rosimannus, Indrek Pajumaa (1993). The Premises for Democracy: A Study of Political Values in Post-Independent Estonia. Journal of Baltic Studies, Vol. XXIV, 2, стр. 149—160.
- Juhan Kivirähk. Uue kolmikliidu verine algus. Eesti Päevaleht, 30.04.2007.[5]
- Juhan Kivirähk. Rahvaliidu vanade vankrite peapööritus. Eesti Rahvusringhääling, 28.05.2010.
- Juhan Kivirähk. Kuidas muuta Eesti poliitika targemaks ja usaldusväärsemaks. Postimees, 29.05.2010.[10]
- Juhan Kivirähk. Ülevaade venekeelse elanikkonna lõimumisest ning riigikaitse alaste arvamusuuringute tulemustest. Декабрь 2014.[11]
- Anna Bulakh, Julian Tupay, Karel Kaas, Emmet Tuohy, Kristiina Visnapuu, Juhan Kivirähk. Tools of destabilization. Russian Soft Power and Non-military Influence in the Baltic States. Стр. 30-70 (the View from Estonia). December 2014.[12]
- Юхан Кивиряхк. Эстонская политика гражданства исчерпала себя. Postimees. 31.01.2017.[8]
- Юхан Кивиряхк. И десять лет спустя невозможно смириться с действиями правительства Ансипа при переносе Бронзового солдата. Дельфи, 21.04.2017.[9]

## Семья
Отец — эстонский актёр, режиссёр и постановщик Антс Кивиряхк, в 1979—1986 годах — директор Эстонского Кукольного театра (Ants Kivirähk, 1928—1986). В 1965 году восьмилетний Юхан снялся в эпизоде в его телефильме «Холодная земля» (эст. „Külmale maale”). Мать — Ингрид Кивиряхк (Ingrid Kivirähk, род. 18.05.1931) была актрисой Кукольного театра, ассистентом звукорежиссёра на Эстонском телевидении и работником фонотеки. Брат — эстонский писатель Андрус Кивиряхк, автор таких известных в России детских книжек, как «Весна и какашка» и «Лотте из Деревни изобретателей». Сестра Тийна Ваппер (Tiina Vapper) — журналистка.
Женат, имеет сына и дочь.